# Ahuy
Ahuy és un municipi francès, situat al departament de la Costa d'Or i a la regió de Borgonya - Franc Comtat. L'any 2007 tenia 1.301 habitants.

## Demografia

### Població
El 2007 la població de fet d'Ahuy era de 1.301 persones. Hi havia 512 famílies, de les quals 104 eren unipersonals (60 homes vivint sols i 44 dones vivint soles), 208 parelles sense fills, 172 parelles amb fills i 28 famílies monoparentals amb fills.
La població ha evolucionat segons el següent gràfic:
Habitants censats

### Habitatges
El 2007 hi havia 606 habitatges, 513 eren l'habitatge principal de la família, 62 eren segones residències i 31 estaven desocupats. 420 eren cases i 185 eren apartaments. Dels 513 habitatges principals, 392 estaven ocupats pels seus propietaris, 110 estaven llogats i ocupats pels llogaters i 11 estaven cedits a títol gratuït; 12 tenien una cambra, 65 en tenien dues, 66 en tenien tres, 96 en tenien quatre i 274 en tenien cinc o més. 442 habitatges disposaven pel capbaix d'una plaça de pàrquing. A 230 habitatges hi havia un automòbil i a 244 n'hi havia dos o més.

### Piràmide de població
La piràmide de població per edats i sexe el 2009 era:
| Homes | Edats   | Dones |
| ----- | ------- | ----- |
| 0     | 95 o +  | 0     |
| 0     | 90 a 94 | 4     |
| 4     | 85 a 89 | 8     |
| 4     | 80 a 84 | 8     |
| 0     | 75 a 79 | 8     |
| 20    | 70 a 74 | 24    |
| 20    | 65 a 69 | 32    |
| 24    | 60 a 64 | 8     |
| 32    | 55 a 59 | 24    |
| 84    | 50 a 54 | 80    |
| 80    | 45 a 49 | 72    |
| 52    | 40 a 44 | 72    |
| 24    | 35 a 39 | 44    |
| 28    | 30 a 34 | 24    |
| 52    | 25 a 29 | 40    |
| 60    | 20 a 24 | 40    |
| 84    | 15 a 19 | 52    |
| 56    | 10 a 14 | 52    |
| 48    | 5 a 9   | 28    |
| 32    | 0 a 4   | 28    |

## Economia
El 2007 la població en edat de treballar era de 910 persones, 669 eren actives i 241 eren inactives. De les 669 persones actives 630 estaven ocupades (331 homes i 299 dones) i 39 estaven aturades (24 homes i 15 dones). De les 241 persones inactives 90 estaven jubilades, 101 estaven estudiant i 50 estaven classificades com a «altres inactius».

### Ingressos
El 2009 a Ahuy hi havia 498 unitats fiscals que integraven 1.282,5 persones, la mediana anual d'ingressos fiscals per persona era de 25.696 €.

### Activitats econòmiques
Dels 126 establiments que hi havia el 2007, 2 eren d'empreses de fabricació de material elèctric, 10 d'empreses de fabricació d'altres productes industrials, 23 d'empreses de construcció, 27 d'empreses de comerç i reparació d'automòbils, 1 d'una empresa de transport, 5 d'empreses d'hostatgeria i restauració, 2 d'empreses d'informació i comunicació, 11 d'empreses financeres, 9 d'empreses immobiliàries, 24 d'empreses de serveis, 4 d'entitats de l'administració pública i 8 d'empreses classificades com a «altres activitats de serveis».
Dels 30 establiments de servei als particulars que hi havia el 2009, 2 eren tallers de reparació d'automòbils i de material agrícola, 1 establiment de lloguer de cotxes, 1 paleta, 5 guixaires pintors, 2 fusteries, 4 lampisteries, 2 electricistes, 7 empreses de construcció, 1 perruqueria, 3 restaurants i 2 salons de bellesa.
Dels 6 establiments comercials que hi havia el 2009, 2 eren supermercats, 1 una llibreria, 1 una botiga de roba, 1 una botiga d'electrodomèstics i 1 una botiga de material de revestiment de parets i terra.
L'any 2000 a Ahuy hi havia 8 explotacions agrícoles.

## Equipaments sanitaris i escolars
El 2009 hi havia 1 escola maternal i 1 escola elemental.

## Poblacions més properes
El següent diagrama mostra les poblacions més properes.